# Van Serg (cráter)

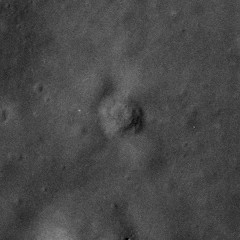
Imagen panorámica desde el Apolo 17.

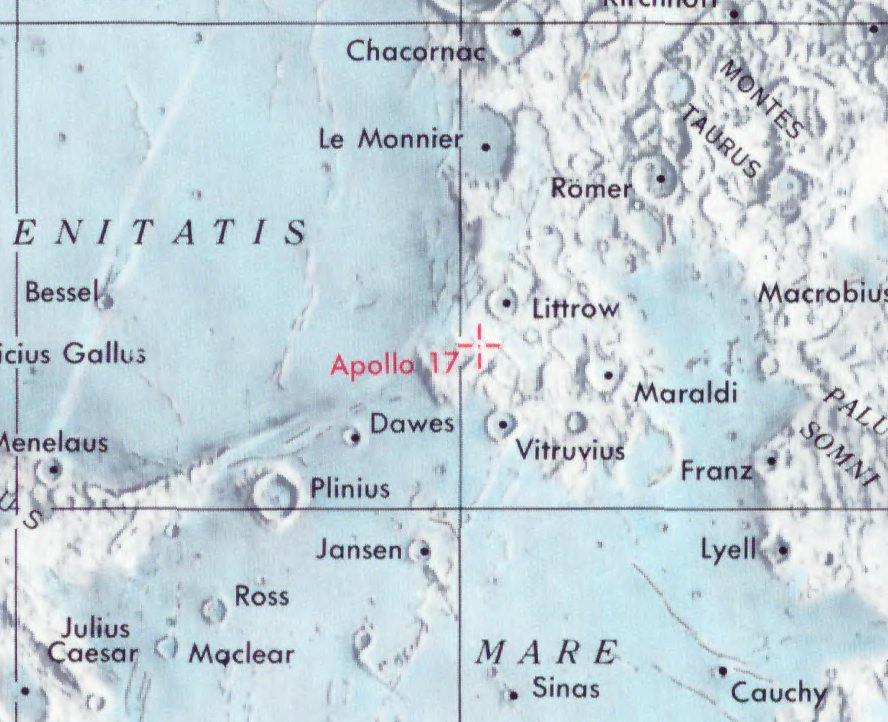
Localización del lugar de aterrizaje del Apolo 17

Van Serg es un pequeño cráter lunar situado en el valle Taurus-Littrow. Los astronautas Eugene Cernan y Harrison Schmitt lo visitaron en 1972 durante la misión del Apolo 17, formando parte de la EVA 3. Van Serg fue elegido como emplazamiento de la Estación Geológica 9.
Al noroeste se halla el cráter Shakespeare y al noreste Cochise y la Estación Geológica 8 (en la base de las Sculptured Hills). Al sur aparece Sherlock, y al suroeste se localiza el punto de aterrizaje del Apolo 17 y el cráter de mayor tamaño Camelot.

## Denominación
El cráter fue nombrado por los astronautas en referencia al profesor de geología de la Universidad de Harvard Hugh McKinstry, que a veces escribía artículos satíricos bajo el seudónimo de "Nicholas Van Serg" (el compositor, humorista y académico Tom Lehrer, miembro de Harvard, sugirió que el seudónimo de McKinstry estaba inspirado en el Vanserg Building de la universidad, del que derivó su nombre desde su propósito original: un comedor para la "Administración de Veteranos, Ciencias Navales, Investigación Electrónica y Graduados"). La denominación tiene su origen en los topónimos utilizados en la hoja a escala 1/50.000 del Lunar Topophotomap con la referencia "43D1S1 Apollo 17 Landing Area".

## Imágenes
|  |